# Kiełbasa

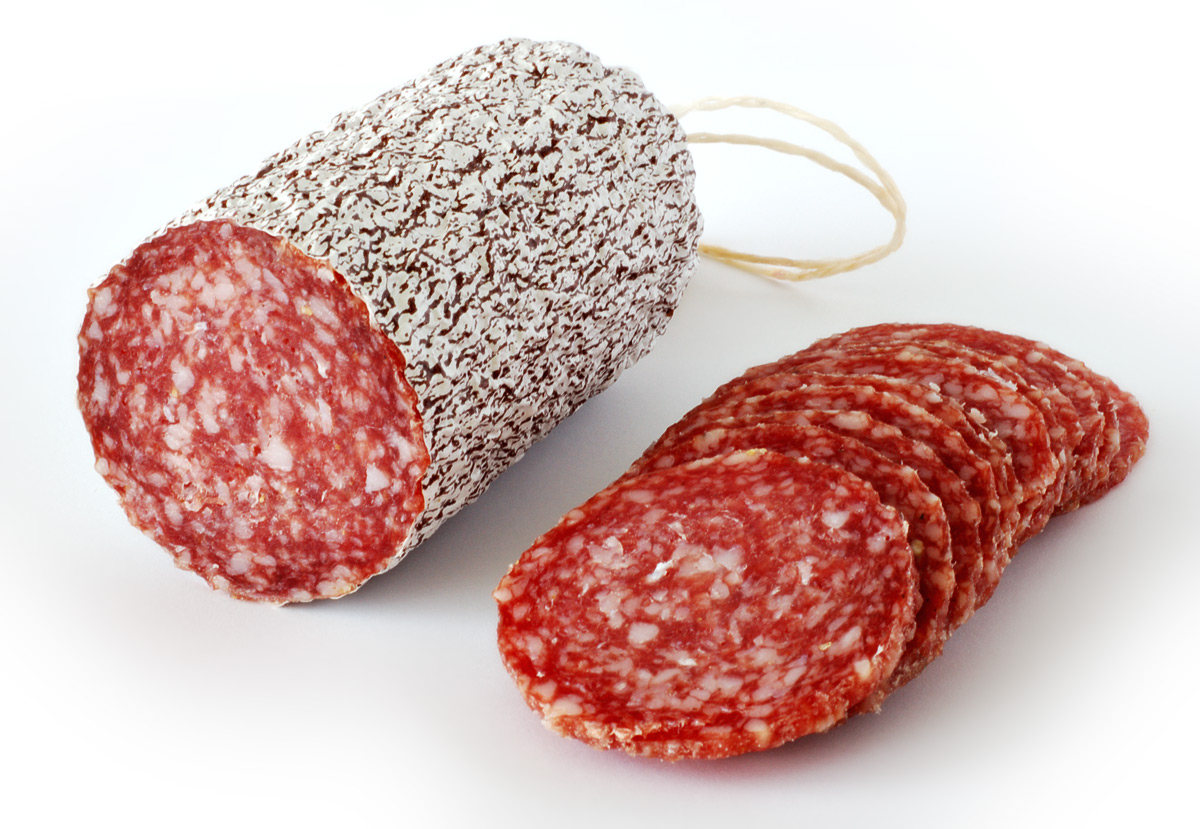
Kiełbasa salami

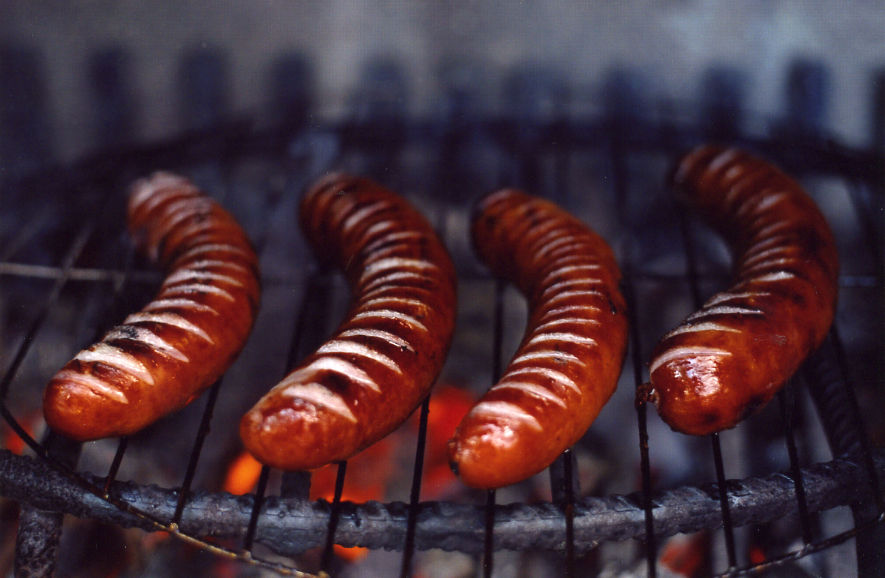
Kiełbasa na grillu

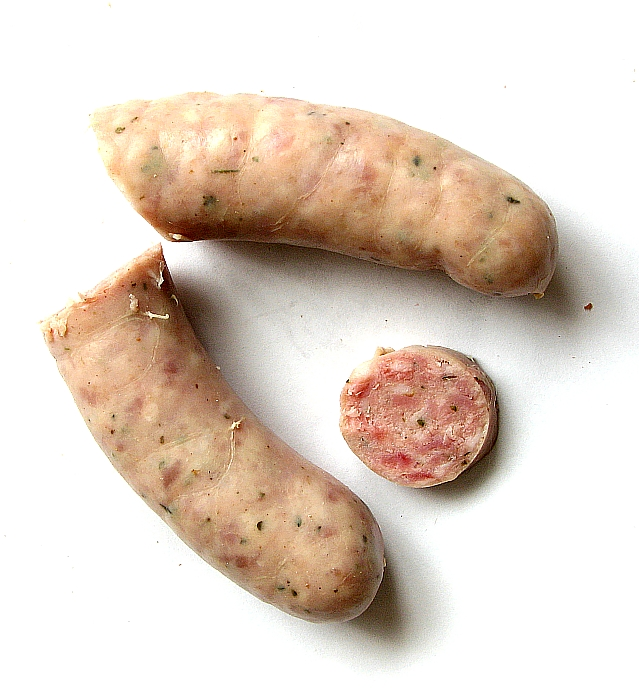
Biała kiełbasa

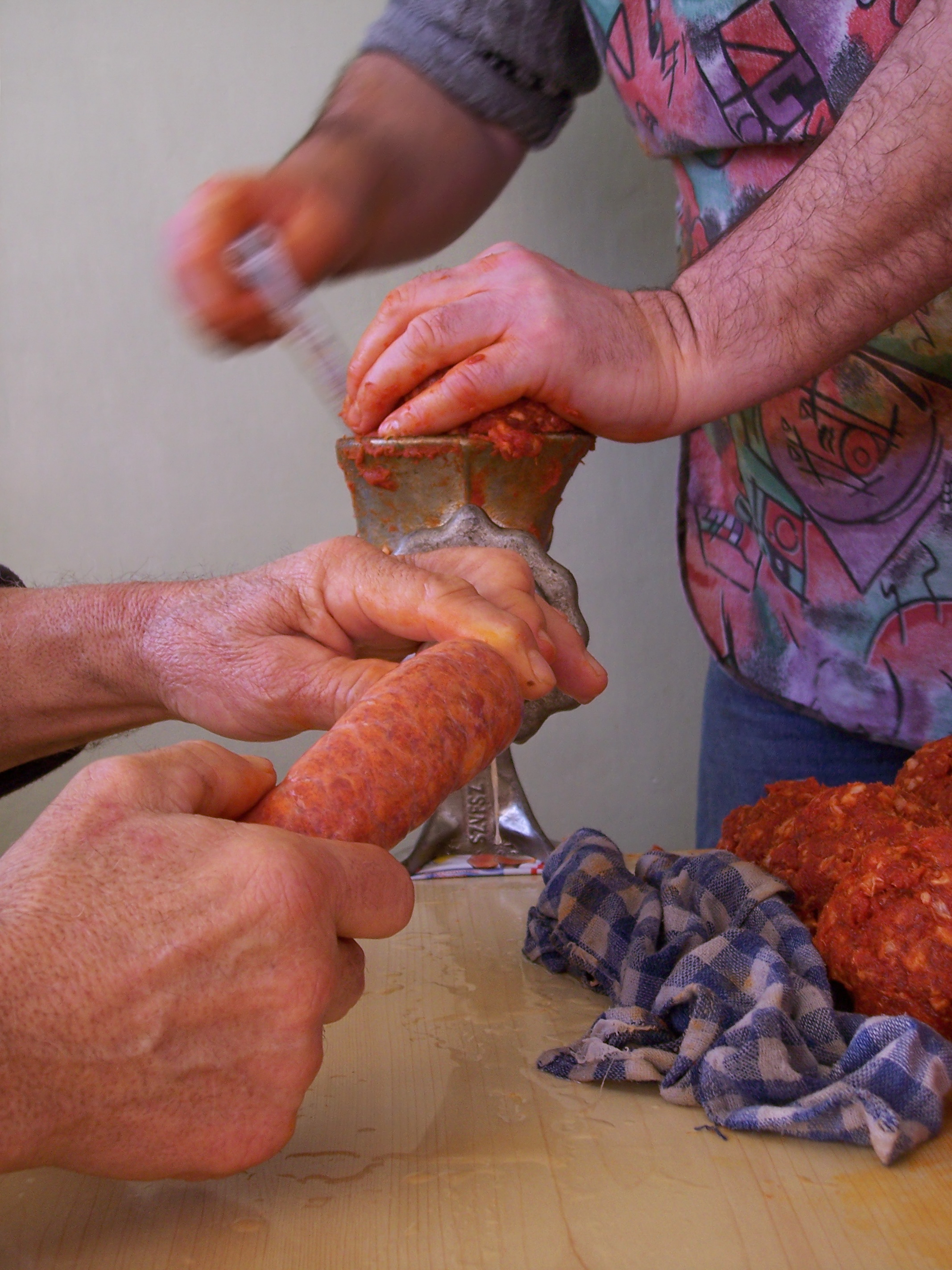
Domowe wytwarzanie kiełbasy na Węgrzech

Kiełbasa – wyrób spożywczy w postaci rozdrobnionego (mielonego lub krojonego) mięsa (lub podrobów), które wraz z tłuszczem i dodatkami (przyprawy, zioła) umieszczone jest w podłużnej osłonce. Niekiedy poddaje się je obróbce termicznej. 

## Sposób przygotowania
Tradycyjny skład kiełbasy to mięso wieprzowe solone, z dodatkiem przypraw. Ze względu na warunki klimatyczne w Polsce (duża wilgotność powietrza) utrwalano kiełbasy poprzez wędzenie, w odróżnieniu od krajów śródziemnomorskich, gdzie znacznie lepsze efekty przedłużenia trwałości uzyskiwano przez naturalne procesy suszenia.
W pewnych okresach ze względów ekonomicznych (proceder ten trwa do dziś) nazywano kiełbasą wyroby wędliniarsko-garmażeryjne, w skład których wchodziło mięso innych zwierząt rzeźnych np. wołowina, konina, jagnięcina, mięso drobiowe, mięso królicze, a nawet z nutrii lub osła. Należy podkreślić, że wytwórcy kiełbas stosując wymienione namiastki mięsa wieprzowego, mieli na celu jedynie zastąpienie deficytowej wieprzowiny znacznie tańszymi mięsami innych zwierząt. Tak utrwalił się stereotyp o tym, że salami wytwarzane jest z mięsa osła, frankfurterki robi się z nutrii, kabanos z koniny, a parówki z drobiu.
Żeby docenić smak wymienionych wędlin stosuje się tylko tradycyjny skład, do którego zalicza się: rozdrobnione mięso wyłącznie wieprzowe, rzadziej wołowe, a ze względu na wysoką cenę, niezwykle rzadko cielęce. W ostatnich latach zwykło nazywać się kiełbasą wyroby drobiowe lub mieszane (salami), ewentualnie podroby zwierząt wraz z przyprawami, ziołami i innymi dodatkami, wtłoczone do osłonki (dawniej – zawsze z naturalnych jelit zwierzęcych, dziś coraz częściej z tworzyw sztucznych) i zakonserwowane na jeden z wielu znanych sposobów, np. przez suszenie, sparzenie wrzątkiem, wędzenie w dymie itp.
Smak kiełbasy zależy nie tylko od rodzaju mięsa, z którego została wykonana, ale w równie znacznym stopniu od proporcji domieszek oraz sposobu konserwacji.
Rozróżnia się kiełbasy trwałe, zawierające około 36% wody (np. krakowska, sucha, salami), kiełbasy półtrwałe, zawierające 36–56% wody (np. kabanosy, żywiecka) i kiełbasy nietrwałe zawierające do 72% wody (np. biała kiełbasa, zwyczajna, serdelowa).
Kiełbasa oferowana jest m.in. w pętach, np. kiełbasa zwyczajna, lub w kawałkach, np. kiełbasa krakowska.

## Nazwa
W języku polskim słowo „kiełbasa” znane jest od XV wieku. W staropolszczyźnie występowały również określenia: „kiełbodziej” – przyrząd do nadziewania farszem kiełbas, wykonany ze szklanego cylindra albo krowiego rogu; oraz „kiełbaśnik” – sprzedawca uliczny wędlin. Kiełbasa jest wyrazem ogólnosłowiańskim, kontynuant prasłowiański: *kl̥basa, być może od prasłowiańskiego *klbъ – coś kłębiastego, wypukłego. Nie można wykluczyć zapożyczenia, por. tureckie külbastí – pieczeń z rusztu.

## Rodzaje kiełbas[8]
Kiełbasy ze względu na trwałość dzielimy na:
- trwałe – do 36% wody (np.: kabanosy, sucha myśliwska)
- półtrwałe – od 36% do 56% wody (np.: polska, jałowcowa)
- nietrwałe – od 56% do 72% wody (np.: biała, śląska)

Kiełbasy dzielone są również z uwzględnieniem stopnia rozdrobnienia:
- homogenizowane – rozdrobnienie wsadu do 3 mm (np. parówki, mortadela)
- drobno rozdrobnione – rozdrobnienie wsadu od 3 do 5 mm (np. salami, metka)
- średnio rozdrobnione – rozdrobnienie wsadu od 5 do 20 mm (np. jałowcowa, toruńska)
- grubo rozdrobnione – rozdrobnienie wsadu od 20 mm (np. dębicka, krakowska)